# Aeroporto di Porto
L'Aeroporto di Porto (IATA: OPO, ICAO: LPPR) (in portoghese: Aeroporto do Porto), noto con il nome commerciale di Aeroporto Francisco Sá Carneiro, si trova a circa 10 chilometri dal centro della città di Porto, in Portogallo.
L'aeroporto è intitolato al Primo Ministro portoghese Francisco Sá Carneiro (1934-1980) perito in un incidente aereo durante il suo mandato presidenziale nel 1980.

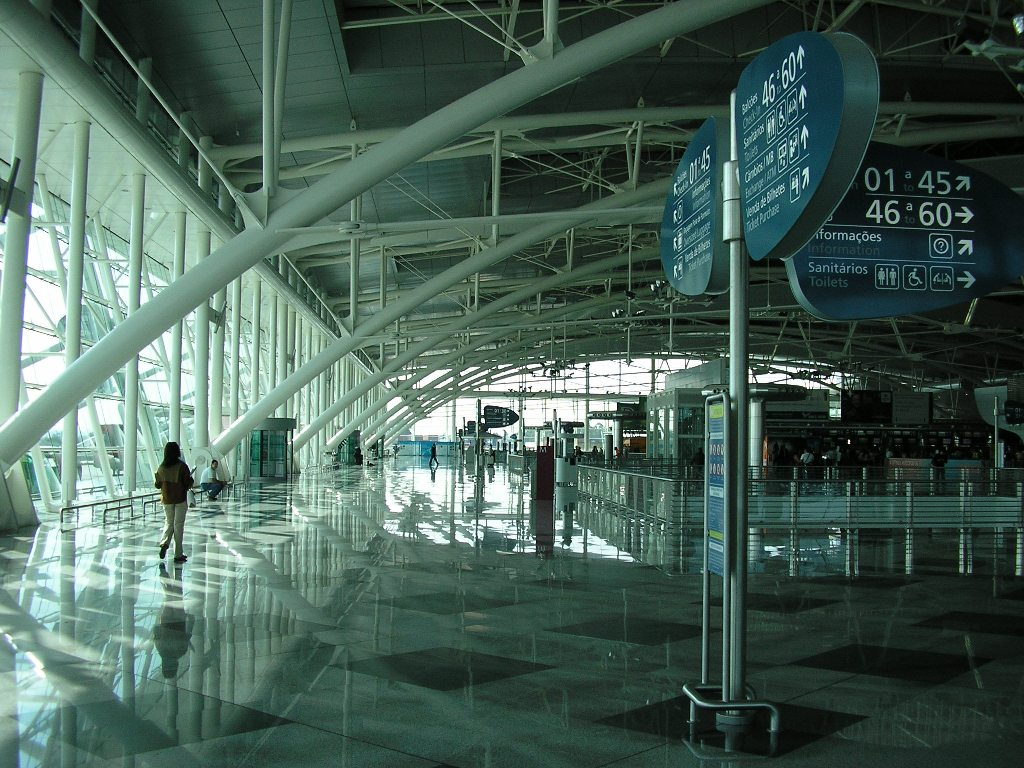

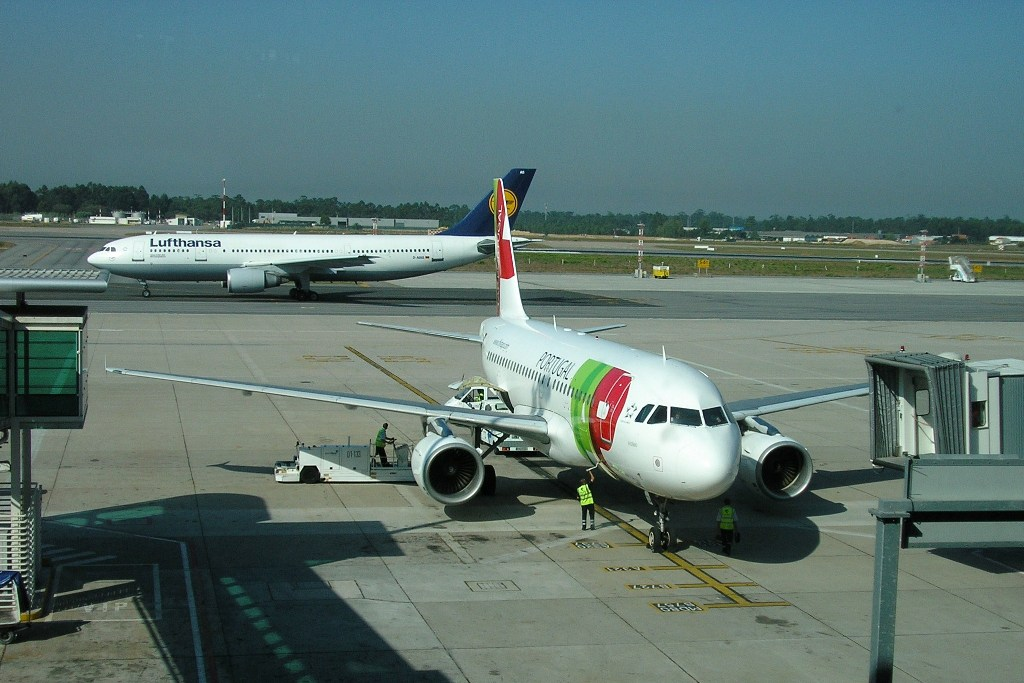

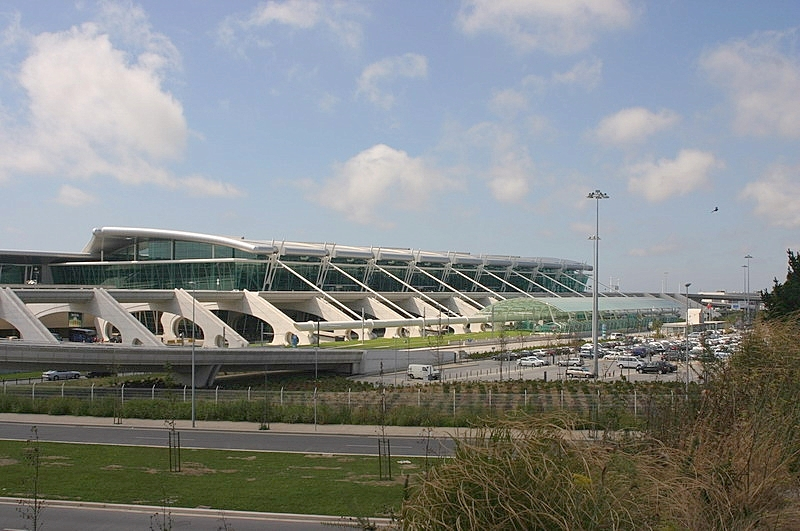

## Statistiche annuali
| Anno | Voli          | Passeggeri        | Carico (Ton.)  |
| ---- | ------------- | ----------------- | -------------- |
| 2010 | 55.432 (6,2%) | 5.283.361 (17,2%) | 35.283 (8,9%)  |
| 2009 | 54.107 (6,9%) | 4.509.350 (0,6%)  | 32.392 (11,6%) |
| 2008 | 58.135 (8,8%) | 4.535.813 (13,7%) | 36.646 (1,4%)  |
| 2007 | 53.411 (8,5%) | 3.988.388 (17,1%) | 36.146 (4,1%)  |
| 2006 | 47.067 (5,2%) | 3.402.816 (9,5%)  | 37.519 (37,2%) |

## Trasporti e collegamenti
Il terminal dell'aeroporto è servito da una stazione metropolitana capolinea della linea E di Metropolitana di Porto. Questa linea collega l'aeroporto con il centro della città in 30 minuti.
I collegamenti stradali sono coperti dai taxi, per i quali esistono una stazioni nella zona arrivi; allo stesso modo, gli autobus dell'impresa STCP hanno fermate presso il terminal dell'aeroporto.
Un servizio di pullman di linea collega l'aeroporto a Vigo (Galizia) con quattro corse settimanali (ore 9.45, 12.45, 16.45, 19.45) e una durante il fine settimana. Il tempo di percorrenza è dai 120 ai 135 minuti a seconda del traffico(costo del biglietto: € 12).

## Riconoscimenti
Nel 2007 è classificato come il miglior aeroporto in Europa.
Nel 2006, 2008 e nel 2009 è classificato come il terzo miglior aeroporto in Europa.
Nel 2010 è classificato come il secondo miglior aeroporto in Europa e come il sesto miglior aeroporto del mondo fino a 5 milioni di passeggeri.